# Himantozoum inflatum
Himantozoum inflatum är en mossdjursart som beskrevs av Hayward 1981. Himantozoum inflatum ingår i släktet Himantozoum och familjen Bugulidae. Inga underarter finns listade i Catalogue of Life.